# Čížkov
Čížkov (deutsch Tschischkow, auch Czischkow) ist eine Gemeinde in Tschechien. Sie liegt sieben Kilometer westlich von Pelhřimov und gehört zum Okres Pelhřimov.

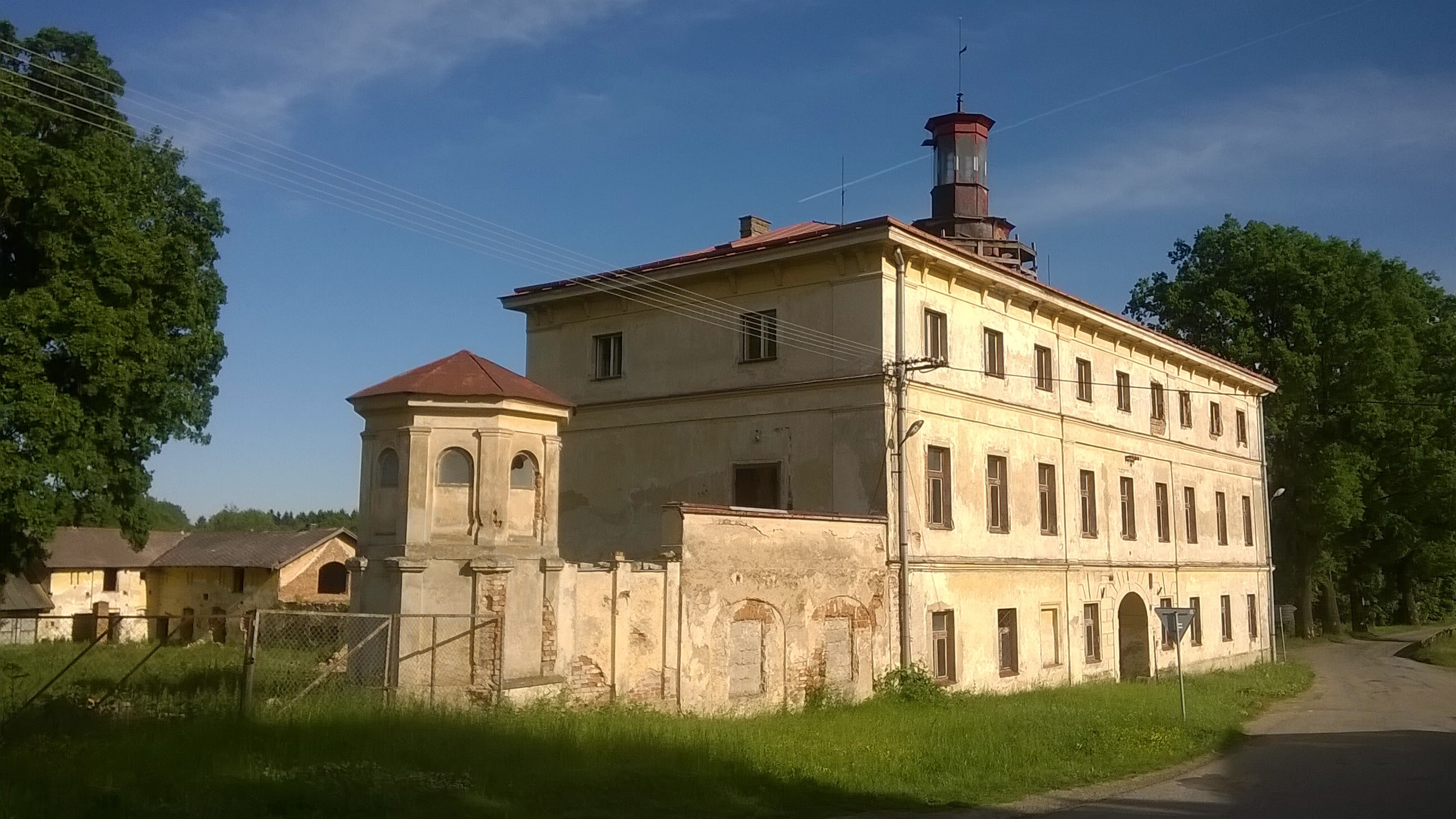
Schloss in Čížkov

## Geographie
Čížkov befindet sich auf einer Anhöhe in der Böhmisch-Mährischen Höhe. Im Dorf entspringt der Čížkovský potok und nördlich der Útěchovičký potok. Durch Čížkov führt die Staatsstraße 19 von Pelhřimov nach Tábor. Südlich verläuft die Eisenbahn zwischen Pelhřimov nach Tábor, an der einen Kilometer von Čížkov entfernt die Bahnstation Nová Cerekev liegt.
Nachbarorte sind Útěchovice im Norden, Pejškov im Nordosten, Stanovice und Starý Pelhřimov im Osten, Nová Cerekev im Süden, Leskovice im Westen sowie Litohošť und Útěchovičky im Nordwesten.

## Geschichte
Die erste urkundliche Erwähnung des zur Herrschaft Řečice gehörigen Čížkův dvůr erfolgte im Jahre 1379, als das Bistum Prag den Hof dem Pfarrer in Nová Cerekev überließ. 1466 überließ Georg von Podiebrad Nová Cerekev einschließlich Čížkov an Václav von Leskovec. Nachdem Rudolf II. 1590 Božejov erblichen Besitz an Kryštof von Leskovec verliehen hatte, wurde Čížkov dort angegliedert.
Nach dem Tode von Jan Kryštof von Leskovec erlosch das Geschlecht 1650.
Čížkov fiel an den erzbischöflichen Gutsverwalter Georg Miličovský von Braunberg als Ausgleich für Schuldforderungen. Miličovský erreichte 1661 die Erhebung von Čížkov zum selbstständigen Gut und sein Sohn Georg Ludwig ließ eine Feste errichten. 1669 kaufte Jiří Woracziczky von Pabienitz auf Proseč die Feste samt Dorf, Gut und einer Brauerei. 1677 erwarb der kaiserliche Generalfeldzeugmeister Gottfried Heister Čížkov. Weitere Besitzer waren u. a. die Zásadský von Gamsendorf. 1785 entstand anstelle der Feste ein klassizistisches Schloss.
Nach der Aufhebung der Patrimonialherrschaften wurde Čížkov 1850 zur selbstständigen Gemeinde. In der zweiten Hälfte des 19. Jahrhunderts gehörte das Schloss u. a. der Familie Walser, dem Prager Unternehmer Ringhoffer und zu Beginn des 20. Jahrhunderts František Liebzeit. Liebzeit gründete in Čížkov eine Ziegelei. 1907 stellte die Brauerei die Produktion ein und diente noch bis 1911 der Brauerei Humpolec als Lager.
Das Schloss wurde nach dem Zweiten Weltkrieg enteignet und der landwirtschaftlichen Genossenschaft übertragen, die es zum Wohngebäude umfunktionierte und herunterwirtschaftete. Im Jahre 1976 wurde Čížkov an Nová Cerekev angegliedert. Nach der Samtenen Revolution wurde der Ort 1991 wieder selbständig.

## Gemeindegliederung
Für die Gemeinde Čížkov sind keine Ortsteile ausgewiesen.

## Sehenswürdigkeiten
- Schloss Čížkov, erbaut 1785 im klassizistischen Stil, bei einem Umbau in der Mitte des 19. Jahrhunderts erhielt das Bauwerk eine Neugestaltung im Empirestil. Das Schloss ist leerstehend und sein Inventar demoliert.
- Historischer Speicher
- Geburtshaus von František Jaromír Rubeš

## Söhne und Töchter der Gemeinde
- Štěpán Walser, Baumeister, Erbauer der Synagoge in Nová Cerekev, der Kirche St. Philippus und Jakobus in Žirovnice und der evangelischen Kirche in Moraveč
- František Jaromír Rubeš (1814–1853), Dichter
- Marie Hoppe-Teinitzerová (1879–1960), kunstgewerbliche Gestalterin und Gobelinkünstlerin